# ترینیداد، کوبا
ترینیداد (به اسپانیایی: Trinidad) شهری در کوبا است که در استان سانکتی اسپیریتوس در مرکز این کشور واقع شده‌است.

## خصوصیات
شهر ترینیداد ۱٬۱۵۵ کیلومترمربع مساحت و ۷۳٬۴۶۶ نفر جمعیت دارد و ۸۰ متر بالاتر از سطح دریا واقع شده‌است.
این شهر که در میراث جهانی یونسکو ثبت شده، با ساختمان‌های به‌جامانده از دوران استعمارش یکی از جاذبه‌های گردگشگری عمده در استان سانکتی اسپیریتوس به شمار می‌رود.

## نگارخانه

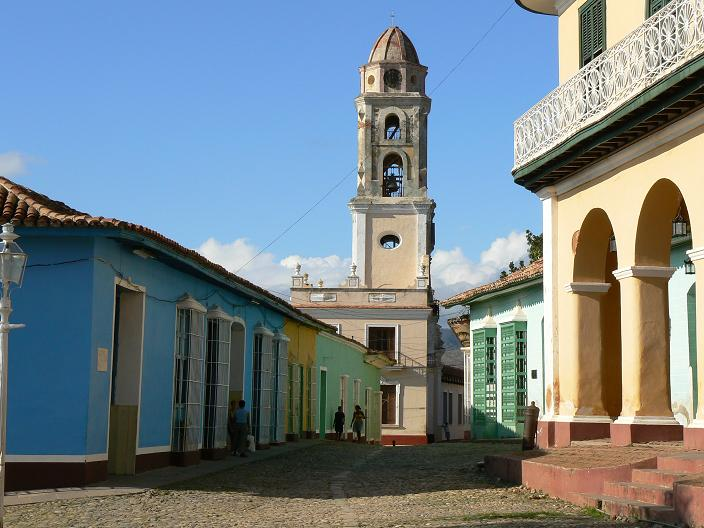
تصویری از مرکز تاریخی شهر ترینیداد
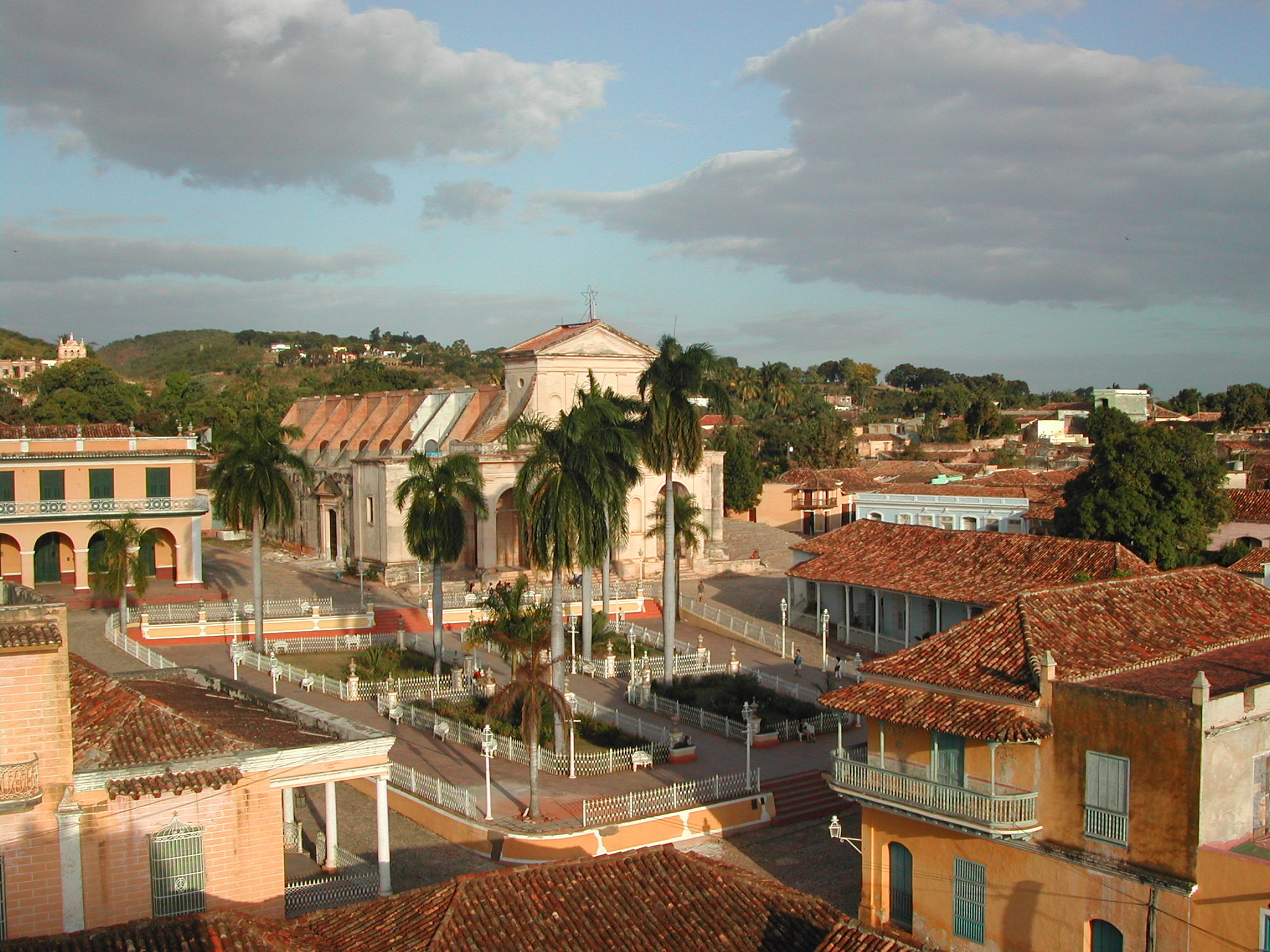
میدان اصلی شهر
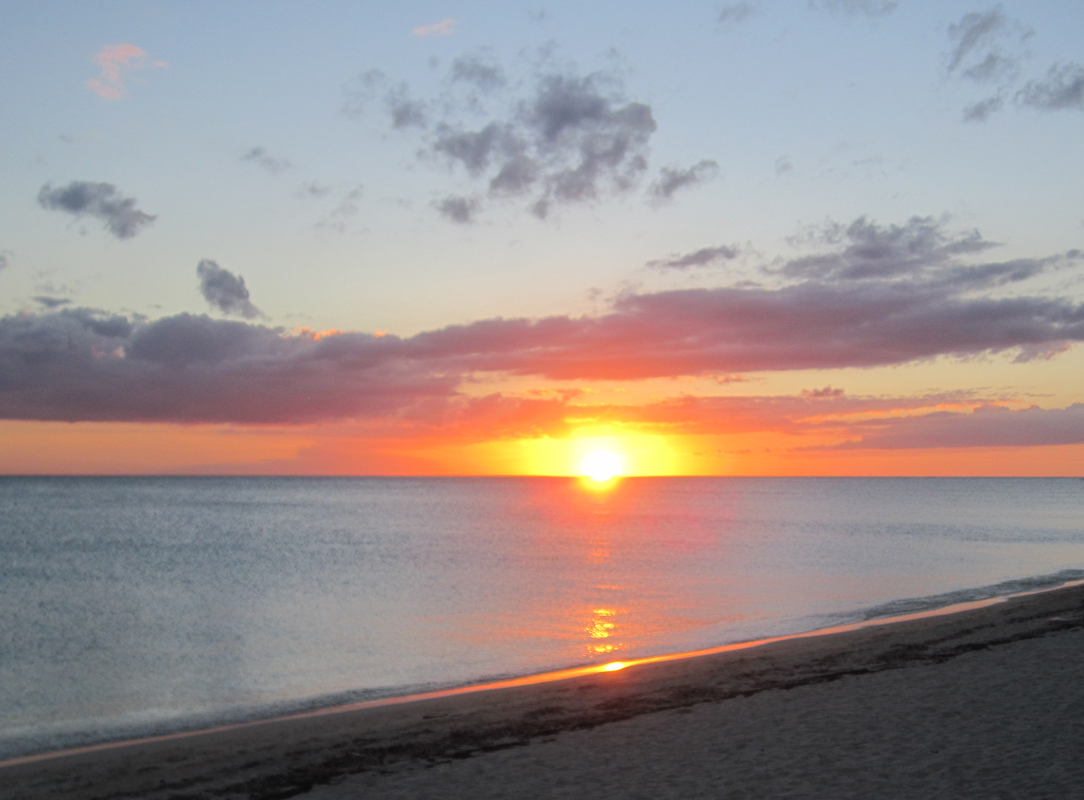
ساحل آنکون